# Josef Stoll
Josef Stoll (Bécs, 1915. október 27. – Bécs, 1994. november 12.) osztrák nemzetközi labdarúgó-játékvezető.

## Pályafutása

### Nemzeti játékvezetés
Játékvezetésből Bécsben vizsgázott. Vizsgáját követően a Bécsi Labdarúgó-szövetség által üzemeltetett labdarúgó bajnokságokban kezdte sportszolgálatát.[forrás?] Az Osztrák labdarúgó-szövetség Játékvezető Bizottságának (JB) minősítésével a Red Zac Erste Liga, majd az Fußball-Bundesliga játékvezetője. Küldési gyakorlat szerint rendszeres partbírói szolgálatot is végzett.

### Nemzetközi játékvezetés
Az Osztrák labdarúgó-szövetség JB terjesztette fel nemzetközi játékvezetőnek, a Nemzetközi Labdarúgó-szövetség (FIFA) 1958-tól tartotta  nyilván bírói keretében. A FIFA JB központi nyelvei közül a németet beszéli. Több nemzetek közötti válogatott, valamint Kupagyőztesek Európa-kupája, Kupagyőztesek Európa-kupája és Bajnokcsapatok Európa-kupája klubmérkőzést vezetett, vagy működő társának partbíróként segített. Az osztrák nemzetközi játékvezetők rangsorában, a világbajnokság-Európa-bajnokság sorrendjében többedmagával a 32. helyet foglalja el 1 találkozó szolgálatával. A nemzetközi játékvezetéstől 1964-ben búcsúzott. Válogatott mérkőzéseinek száma: 9.

#### Labdarúgó-Európa-bajnokság
Az  1960-as labdarúgó-Európa-bajnokságon az UEFA JB játékvezetőként foglalkoztatta.
| Időpont         | Helyszín                     | Mérkőzés típusa   | Mérkőzés               | Eredmény | Nézők száma |
| --------------- | ---------------------------- | ----------------- | ---------------------- | -------- | ----------- |
| 1960. május 22. | FK Partizan Stadion, Belgrád | egyik negyeddöntő | Jugoszlávia–Portugália | 5 – 1    | 55 000      |

#### A magyar labdarúgó-válogatott mérkőzései (1902–1929)
| Időpont           | Helyszín             | Mérkőzés típusa          | Mérkőzés                                    | Eredmény | Nézők száma |
| ----------------- | -------------------- | ------------------------ | ------------------------------------------- | -------- | ----------- |
| 1964. október 25. | Népstadion, Budapest | 408. válogatott mérkőzés | Magyarország–Jugoszláv labdarúgó-válogatott | 2 – 0    | 30 000      |

#### Nemzetközi kupamérkőzések
Vezetett kupadöntők száma: 2

##### Bajnokcsapatok Európa-kupája
A 9. játékvezető – az első osztrák – aki BEK döntőt vezetett.
| Időpont         | Helyszín             | Mérkőzés típusa | Mérkőzés                      | Eredmény | Nézők száma |
| --------------- | -------------------- | --------------- | ----------------------------- | -------- | ----------- |
| 1964. május 27. | Práter Stadion, Bécs | döntő           | Internazionale–Real Madrid CF | 3 – 1    | 72 000      |

##### Török labdarúgókupa
Paul Schiller valamint Sturm (2. partbíró) társaival az első kupadöntő első és második (visszavágó) mérkőzését vezették. Az első döntő mérkőzésen egyes számú partbírói küldést kapott.
| Időpont | Helyszín                        | Mérkőzés típusa   | Mérkőzés                     | Nézők száma | Eredmény |
| ------- | ------------------------------- | ----------------- | ---------------------------- | ----------- | -------- |
| 1963.   | Alfred Stoll Stadion, Isztambul | döntő 2. mérkőzés | Galatasaray SK–Fenerbahçe SK | 1 – 2       | 27 361   |

##### Kupagyőztesek Európa-kupája
| Időpont              | Helyszín                  | Mérkőzés típusa         | Mérkőzés                                   | Eredmény |
| -------------------- | ------------------------- | ----------------------- | ------------------------------------------ | -------- |
| 1962. szeptember 12. | Újpesti Stadion, Budapest | selejtező első mérkőzés | Újpesti Dózsa–Zagłębie Sosnowiec (lengyel) | 5 – 0    |

##### NB I-es mérkőzése
| Időpont         | Helyszín             | Mérkőzés      | Eredmény | Nézők száma |
| --------------- | -------------------- | ------------- | -------- | ----------- |
| 1964. június 7. | Népstadion, Budapest | FTC–Tatabánya | 6 – 1    | 70 000      |

## Külső hivatkozások
- Alfred Stoll. World Referee. [2016. március 4-i dátummal az eredetiből archiválva]. (Hozzáférés: 2015. december 5.)
- Alfred Stoll. footballzz.com. (Hozzáférés: 2015. december 5.)
- Alfred Stoll. footballdatabase.eu. (Hozzáférés: 2015. december 5.)
- Alfred Stoll. scoreshelf.com. [2016. január 23-i dátummal az eredetiből archiválva]. (Hozzáférés: 2015. december 5.)
- Alfred Stoll. eu-football.info. (Hozzáférés: 2015. december 5.)

| Elődje: Paul Schiller | Török labdarúgókupa döntő 1962–1963 | Utódja: Gerhard Schulenburg |